# Guanoxabenz
Guanoxabenz là một chất chuyển hóa của guanabenz.